# Triple-Alliance (1697)
Pour les articles homonymes, voir Triple alliance.
La Triple-Alliance est le nom donné à la grande alliance du Nord, conclue entre Frédéric IV de Danemark, Pierre le Grand de Russie, Auguste II de Pologne, contre le roi de Suède Charles XII
Cette alliance a été signée à Copenhague en 1697, rompue par les victoires de Charles XII sur le Danemark en 1700, et sur la Pologne en 1706 ; mais renouvelée en 1709, après la défaite du roi de Suède à Pultawa.

## Source
Cet article comprend des extraits du Dictionnaire Bouillet. Il est possible de supprimer cette indication, si le texte reflète le savoir actuel sur ce thème, si les sources sont citées, s'il satisfait aux exigences linguistiques actuelles et s'il ne contient pas de propos qui vont à l'encontre des règles de neutralité de Wikipédia.